# Mardoqueo

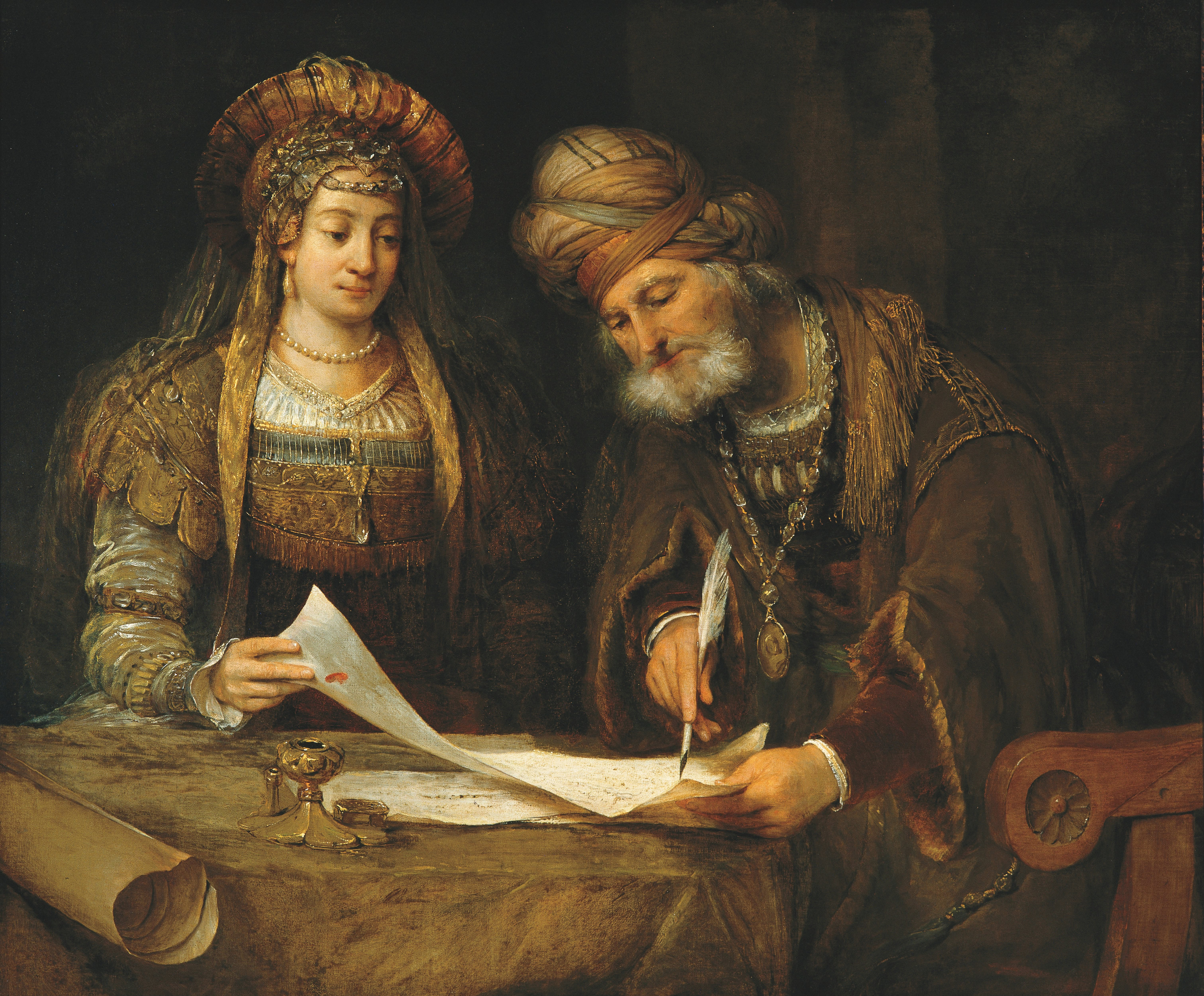
Ester y Mardoqueo escriben las cartas a los judíos, siglo V a. C. Óleo por Aert de Gelder, 1675. Colección Hirsch, Argentina.

Mardoqueo (en hebreo: מָרְדֳּכַי‎, mɔrdɔ̆ˈxɑj, cfr. Mordejai) es un personaje bíblico y uno de los principales protagonistas del Libro de Ester, ligado a la heroína judía que da nombre al libro en cuestión. 
Mardoqueo fue un varón judío entroncado en la genealogía de Benjamín y de Saúl (hijo de Jair, hijo de Simí, hijo de Quis).
Mardoqueo es primo de Ester y además es su padre adoptante, al acogerla y criarla cuando sus padres murieron. Mardoqueo evitó el asesinato del rey Asuero, al anunciarle a la reina Ester que unos de sus hombres procuraban algo contra el rey.
Su figura renueva la victoria de Saúl sobre Agag, venciendo a los agagitas de Hamán.
Fue el primo de Ester a quien adoptó después que su padre hubo muerto. Se hizo cargo de ella como si fuese su padre y hasta que los encargados del rey llegaron para buscar a una nueva reina. Entre las muchachas más hermosas de Persia estaba Ester. Desde que llegó al palacio, las doncellas la trataron con cuidados especiales y luego de 1 año , Ester fue presentada ante el rey Asuero.
El libro bíblico de Ester presenta la conspiración de Amán "hijo de Hamedata el agagita", quien quiso matar a Mardoqueo colgándolo en un madero de tormento. Sin embargo, la bella Ester acusa a Amán y el rey Asuero lo manda colgar en ese mismo madero.

## Relato bíblico
Mardoqueo residía en Susa (Shushan o Shoushan), la metrópolis de Persia (ahora Irán). Adoptó a su prima huérfana (Esther 2:7), Hadassah (Esther), a quien trató como si fuera su propia hija. Cuando se buscaban "jóvenes vírgenes", ella fue llevada a la presencia del rey Asuero y fue hecha reina en el lugar de la exiliada reina Vasti. Subsecuentemente, Mardoqueo descubrió una trama de los chambelanes del rey, Bigtán y Teres, para asesinar al rey. Debido a la vigilancia de Mardoqueo, la trama fue frustrada.
Hamán el Agagita había sido elevado a la posición más alta en la corte. A pesar del decreto del rey de que todos debería postrarse ante Hamán, Mardoqueo se rehusó a hacerlo. Hamán, picado por el rechazo de Mardoqueo, se decidió a matar no solo a Mardoqueo, sino a todos los judíos exiliados en el imperio persa, y ganar el permiso del rey para llevar a cabo su plan. Mardoqueo comunicó el plan de Hamán a la reina Esther, quien hizo uso de su favor con el rey para impedir que ocurriera, llevando al rey a autorizar a los judíos a matar a sus enemigos, lo que ellos hicieron.
Durante todo esto, el rey había recordado el servicio de Mardoqueo en frustrar la trama de asesinato y había preguntado a Hamán cómo una persona que hizo un gran servicio al rey podría ser honrada. Hamán respondió pensando que la pregunta era sobre él; y el rey siguió su consejo, y honró a Mardoqueo, y eventualmente, hizo a Mardoqueo su consejero jefe. Hamán fue ejecutado en la horca que el había hecho para Mardoqueo.
La fiesta del Purim celebra estas reversiones.

## Historia

### Libro de Esther
Aunque los detalles de la narrativa bíblica son enteramente plausibles y la historia puede incluso tener alguna base en hechos reales, el libro de Esther es una novela más que historia. Los reyes persas no se casaban fuera de las siete familias nobles persas, haciendo ello improbable que hubiese una reina judía Esther, y en cualquier caso la histórica reina de Jerjes era Amestris.
Hay un acuerdo general en que la historia fue creada para justificar la apropiación judía de una fiesta originalmente no judía.[cita requerida] El festival el cual el libro explica es el Purim, el cual se explica con significado de "lote", de la palabra babilonia puru. Hay un rango amplio de teorías que consideran el origen del Purim una teoría popular dice que el festival tiene su origen en un mito historicista babilónico o ritual en el cual Mardoqueo y Esther representan a los dioses babilónicos Marduk e Ishtar, otros trazan el ritual al Año Nuevo de Persia, y eruditos han encuestado otras teorías en sus trabajos. Algunos eruditos han defendido la narrativa como historia real.

### Nombre
El nombre "Mardoqueo" es de origen incierto pero se considera idéntico al nombre Marduka o Marduku (elamita: 𒈥𒁺𒋡), atestado como el nombre de más de cuatro oficiales de corte persas en treinta textos (Tablillas de la Fortaleza de Persépolis) del período de Jerjes I y su padre Darío I.
El Talmud (Menachot 64b y 65a) relata que su nombre completo era "Mordecai Bilshan" (el cual ocurre en Esdras 2:2 y Nehemías 7:7, aunque más bien como dos nombres separados en secuencia). Hoschander interpreta esto como el babilonio "Marduk-belshunu" (𒀭𒀫𒌓𒂗𒋗𒉡, dAMAR.UTU-EN-šu-nu, significando "Marduk es su Señor"), siendo así "Mardoqueo" un hipocorístico.
En la Versión del rey Jacobo de las deuterocanónicas adiciones griegas de Esther, su nombre se pronuncia como Mardocheus, el cual puede preservar mejor las vocales originales, aunque las versiones del Texto masorético de los nombres persas en la Biblia son conocidos por ser los más confiables.

### Edad
Esther 2:5-6 contiene un pequeño retazo de la historia genealógica de Mardoqueo, generalmente, traducida como "Mardoqueo, hijo de Jair, el hijo Shimei, el hijo de Kish, quien ha sido llevado al exilio de Jerusalén por Nabucodonosor rey de Babilonia, entre aquellos tomados cautivos con Joaquín rey de Judá". El estilo del pasaje se presta para dos conclusiones: tanto que Mardoqueo (el hijo de Jair, el hijo de Shimei, el hijo de Kish) fue llevado al exilio por Nabucodonosor, o que su antepasado Kish fue a quien se llevó al exilio.
El erudito bíblico Michael D. Coogan discutió estos versos como una inexactitud considerando la edad de Mardoqueo. Si "quien ha sido llevado al exilio" se refiere a Mardoqueo, él habría tenido más de 100 años de edad durante los eventos descritos en el Libro de Esther (asumiendo que el Asuero bíblico es en efecto Jerjes I). Sin embargo, el verso puede ser leído como refiriéndose no al exilio de Mardoqueo a Babilonia, sino al exilio de su bisabuelo Kish o algún antecesor no mencionado - en caso de que se tratase de una genealogía abreviada, una lectura que algunos aceptan.

### Genealogía
El Targum Sheni da su genealogía en más detalle, como sigue: "Mardoqueo, hijo de Jair, hijo de Shimei, hijo de Shemida, hijo de Ba'anah, hijo de Elah, hijo de Micah, hijo de Mefiboset, hijo de Jonatán, hijo de Saul, hijo de Kish, hijo de Abiel, hijo de Zeror, hijo de Becorat, hijo de Afiah, hijo de Secarim, hijo de Uzziah, hijo de Sasón, hijo de Miguel, hijo de Eliel, hijo de Amihud, hijo de Shefatía, hijo de Penuel, hijo de Petakh, hijo de Melokh, hijo de Yerubaal, hijo de Yeruham, hijo de Hananía, hijo de Zabdi, hijo de Elpa'al, hijo de Shimri, hijo de Zebadiah, hijo de Rimoth, hijo de Khashum, hijo de Shekorah, hijo de Gazza, hijo de 'Uzza, hijo de Gera, hijo de Bela, hijo de Benjamín, hijo de Jacob el primer nacido, cuyo nombre es llamado Israel." La misma genealogía está inscrita en una tableta masiva de metal en la Tumba de Esther y Mardoqueo.
Esta genealogía tradicional implica a Kish como el nombre de un antiguo antepasado y no simplemente bisabuelo de Mardoqueo. Las discusiones exegéticas y cronológicas en torno a esta interpretación son detalladas arriba.

## Estatus de profeta
El Talmud lista a Esther como una profetisa. Nachman b. Yaakov sugirió que Mardoqueo era el profeta bíblico Malaquías, pero este argumento es rechazado por el Talmud.
La genealogía de Mardoqueo en el segundo capítulo del Libro de Esther lo presenta como descendiente de un benjaminita llamado Kish. Como "Kish" también fue el nombre del padre del rey Saúl, otro benjaminita, el Talmud otorga a Mardoqueo el estatus de un descendiente del primer rey de Israel.